# Hans Enderli
Hans Enderli (* 22. Mai 1879 in Grenchen; † 17. Oktober 1944 in Zürich), heimatberechtigt in Bassersdorf und seit 1926 in Zürich, war ein Schweizer Jurist und Politiker.

## Leben

### Familie
Hans Enderli war der Sohn des Schriftsetzers und Journalisten Johann (Jean) Enderli († 22. Mai 1910), der auch ein Mitglied der Grütlianer war, und dessen Ehefrau Sophie (geb. Brunner). In seiner Kindheit zog seine Familie von Grenchen, wo sein Vater die Redaktion des Grenchener Volksblatts führte, nach Zürich um.
Er heiratete 1908 in erster Ehe Anna Amalie (Male) († 12. September 1931 in Zürich), die Tochter von Franz Paul Peller aus München; gemeinsam hatten sie einen Sohn und eine Tochter. In zweiter Ehe war er seit 1933 mit Luise Margarete  (Margrit) (1888–1973), der Tochter des Hoteliers Eduard Burkhard aus Fischenthal, verheiratet.
Er war Sammler von Buntpapier. Die Buntpapiere stammten von Buchbindern wie Hugo Ochmann in Leipzig oder Anker Kyster in Kopenhagen, von Künstlerinnen wie Lilli Behrens, Helene Dolmetsch, Maria Rassow oder Erica von Scheel und Künstlern wie Bernhard Pankok, Kolo Moser, Josef Hoffmann, Otto Eckmann oder Leopold Stolba.
Die Trauerfeierlichkeiten fanden in der St.-Jakobs-Kirche in Zürich statt.

### Werdegang
Hans Enderli besuchte das Gymnasium (siehe Kantonsschule Rämibühl) in Zürich und studierte bis 1903 Rechtswissenschaften, nachdem er sich 1898 an der Universität Zürich immatrikuliert und das Studium an der Universität Berlin und der Universität Rom fortgesetzt hatte. 1903 promovierte er an der staatswissenschaftlichen Fakultät der Universität Zürich mit seiner Dissertation Das Sühnverfahren im schweizerischen Recht zum Dr. jur.
Nach Beendigung des Studiums war er Gerichtssubstitut im Quartier Selnau (siehe City (Stadt Zürich)) in Zürich.
Von 1906 bis 1910 war er als Bezirksrichter am Bezirksgericht Zürich tätig und seit 1910 als Rechtsanwalt, der sich in Schwurgerichtsfällen bewährte, sowie Leiter des von seinem Vater gegründeten Pressebüros tätig.
1931 war er Verwaltungsratspräsident der Grand Garage Zürich AG.
Hans Enderli war 1904 Leutnant in der Schweizer Armee und wurde dritter Meisterschütze beim eidgenössischen Schützenfest in St. Gallen. 1910 erfolgte seine Beförderung zum Hauptmann in einem Schützenbataillon; 1912 kommandierte er, anlässlich des Kaiserbesuchs von Wilhelm II. zum Kaisermanöver, die Wacht- und Paradekompanie. Er wurde 1917 zum Major befördert und befehligte eine Mitrailleurabteilung. Später erfolgte seine Beförderung zum Oberstleutnant. 1939 engagierte er sich beim Aufbau des Flieger-Beobachtungs- und Meldedienstes.

### Politisches und sportliches Wirken
Hans Enderli war Mitglied der Sozialdemokratischen Partei der Schweiz (SP) sowie des Grütlivereins; in der SP war er mehrere Jahre, bis zu seinem Rücktritt 1912, Mitglied der Geschäftsleitung und im Grütliverein trat er 1912 als Mitglied des Zentralkomitees zurück.
Er wurde 1910 als Mitglied in die Kreisschulpflege gewählt.
Von 1910 bis 1916 sowie von 1918 bis 1925 war er Mitglied des Zürcher Grossen Stadtrats.
Er war von 1908 bis 1926 Zürcher Kantonsrat und gehörte vom 1. Dezember 1919 bis zum 3. Dezember 1922 dem Nationalrat an. Er verlor seinen Sitz im Nationalrat wegen seiner Kritik an der Politik der SP und schloss sich daraufhin vorübergehend den Demokraten an und war einige Jahre Präsident der Demokratischen Partei Zürich.
1919 war er Mitbegründer und wurde zum Präsidenten der Sozialdemokratischen Volkspartei (siehe Grütliverein) der Stadt und des Bezirks Zürich gewählt; von 1923 bis 1925 war er Redaktor von deren Publikationsorgan Zürcher Grütlianer.
Er zählte zu den Sportpionieren der Schweiz und war von 1905 bis zu seinem Rücktritt 1906 Präsident des Schweizerischen Fussballverbands (1907 Ehrenmitglied) und des Schweizerischen Amateur-Leichtathletik-Verbands (siehe Swiss Athletics) sowie des Schweizerischen Matchschützenverbands; 1942 trat er als Präsident des Matchschützenverbands zurück und im selben Jahr wurde ihm die Ehrenpräsidentschaft verliehen. Als Reiseleiter begleitete er den Matchschützenverband auf vielen Weltmeisterschaften.
Die Standschützengesellschaft Neumünster ernannten ihn zu ihrem Ehrenvorsitzenden; nach seinem Tod vermachte er der Gesellschaft seinen Trophäenschrank, der darauf im Schützenhaus Rehalp aufgestellt wurde.
Er war Mitarbeiter des Schweizer Sportblatts, das von seinem Vater herausgegeben wurde sowie Redaktor der Schweizer Fussball- und Athletik-Zeitung und als Sportreporter kommentierte er Fussballspiele im Radio.
1929 nahm er als Schiedsrichter am Schweizer Cup an dem Spiel zwischen Urania Genève Sport und BSC Young Boys teil.
Er war Vorsitzender des Schiedsgerichts im Fussballsport.
Er pflegte eine persönliche Freundschaft mit dem Regierungsrat Emil Walter.

## Mitgliedschaften
Hans Enderli war Mitglied der Studentenverbindung Neu-Zofingia Zürich (siehe Schweizerischer Zofingerverein).
Er spielte von 1893 bis 1896 Fussball beim FC Excelsior.
Nachdem es im Sommer 1896 innerhalb des FC Excelsior zu Unstimmigkeiten kam und ein Teil der Junioren sich abgespaltet hatten, war Hans Enderli gemeinsam mit Joan Gamper und Henry Escher Mitbegründer des Fussballclubs Zürich (FC Zürich), dessen erster Präsident Hans Enderli wurde, und bei dem er von 1900 bis 1902 im Mittelfeld spielte, später wurde er auch Präsident des Jodel-Doppel-Quartetts des FC Zürich.
1902 war er Mitglied im Vorstand des Schützenverbands der Stadt Zürich.
Die Vereinigung der Freien Journalisten, der Zürcher Pressverband, wählte ihn 1911, anlässlich des Rücktritts des Präsidenten Ulrich Farner, zu ihrem Vizepräsidenten.

## Schriften (Auswahl)
- Das Sühnverfahren im schweizerischen Recht. Zürich, 1903.[44]
- Antimilitarismus unten – Antimilitarismus oben! In: Grütlianer vom 28. Juli 1917. S. 1 (Digitalisat).
- Unfaßbare Verbrecher (I.). In: Tagblatt der Stadt Thun vom 13. August 1918. S. 1 (Digitalisat).
- Unfaßbare Verbrecher (II.). In: Tagblatt der Stadt Thun vom 14. August 1918. S. 1 (Digitalisat).
- Unfaßbare Verbrecher (Schluß). In: Tagblatt der Stadt Thun vom 15. August 1918. S. 1–2 (Digitalisat).
- Nationalrat Hans Conzett. In: Grütlianer vom 26. Oktober 1918. S. 2 (Digitalisat).
- Herunter mit der Maske! – Kampf den Schweizer Bolschewisten! (I.). In: Grütlianer vom 23. November 1918. S. 1 (Digitalisat).
- Herunter mit der Maske! – Kampf den Schweizer Bolschewisten! (II.). In: Grütlianer vom 25. November 1918. S. 1–2 (Digitalisat).
- Herunter mit der Maske! – Kampf den Schweizer Bolschewisten! (III.). In: Grütlianer vom 26. November 1918. S. 1 (Digitalisat).
- Herunter mit der Maske! – Kampf den Schweizer Bolschewisten! (IV.). In: Grütlianer vom 28. November 1918. S. 1 (Digitalisat).
- Herunter mit der Maske! – Kampf den Schweizer Bolschewisten! (V.). In: Grütlianer vom 30. November 1918. S. 1 (Digitalisat).
- Herunter mit der Maske! – Kampf den Schweizer Bolschewisten! (VI.). In: Grütlianer vom 4. Dezember 1918. S. 1 (Digitalisat).